# 圆叶豆腐柴
圆叶豆腐柴（学名：Premna tenii）为马鞭草科豆腐柴属下的一个种。

## 扩展阅读
- 維基物種上的相關：圆叶豆腐柴